# Жерав (съзвездие)
Жерав е южно съзвездие, обособено в края на 16 век. Дотогава е смятано за част от съзвездието Южна риба и поради това за него няма съпътстваща митология.